# Кривачинецька сільська рада
Кривачине́цька сільська́ ра́да — адміністративно-територіальна одиниця та орган місцевого самоврядування в Волочиському районі Хмельницької області. Адміністративний центр — село Кривачинці.

## Загальні відомості
- Територія ради: 16,957 км²
- Населення ради: 948 осіб (станом на 2001 рік)
- Територією ради протікає річка Сорока

## Населені пункти
Сільській раді були підпорядковані населені пункти:
- с. Кривачинці

## Склад ради
Рада складалася з 14 депутатів та голови.
- Голова ради: Брилко Іван Іванович
- Секретар ради: Михайлусь Світлана Миколаївна

### Керівний склад попередніх скликань
| Прізвище, ім'я, по батькові | Основні відомості                                                               | Дата обрання | Дата звільнення |
| --------------------------- | ------------------------------------------------------------------------------- | ------------ | --------------- |
| Брилко Іван Іванович        | Сільський голова, 1960 року народження, член Народної партії                    | 26.03.2006   | 31.10.2010      |
| Рак Олена Іванівна          | Сільський голова, 1962 року народження, освіта середня спеціальна, позапартійна | 31.10.2010   |                 |

Примітка: таблиця складена за даними сайту Верховної Ради України

### Депутати
За результатами місцевих виборів 2010 року депутатами ради стали:

#### За суб'єктами висування
| Суб'єкт висування | Кількість обраних депутатів | %   |
| ----------------- | --------------------------- | --- |
| Самовисування     | 14                          | 100 |

#### За округами
| № округу | Прізвище, ім'я, по батькові     | Дата визнання обраним | Освіта             | Партійна приналежність | Відомості про обраного депутата                   |
| -------- | ------------------------------- | --------------------- | ------------------ | ---------------------- | ------------------------------------------------- |
| 1        | Юзвик Володимир Мар'янович      | 04.11.2010            | середня            | позапартійний          | Кривачинецька загальноосвітня школа, кочегар      |
| 2        | Михальчишин Леонід Юхимович     | 04.11.2010            | середня спеціальна | позапартійний          | ФГ «Арії і К», директор ФГ                        |
| 3        | Терещенко Олександр Прокопович  | 04.11.2010            | вища               | член Народної партії   | Агрохолдинг «Астарта — Київ», заступник директора |
| 4        | Скалацька Марія Степанівна      | 04.11.2010            | середня спеціальна | позапартійна           | Хмельницьке УДППЗ, Укр. пошта, листоноша          |
| 5        | Рак Олена Іванівна              | 04.11.2010            | середня спеціальна | позапартійна           | Війтовецьке Агротех ХПП, вагар                    |
| 6        | Чорний Володимир Васильович     | 04.11.2010            | середня спеціальна | позапартійний          | приватний підприємець                             |
| 7        | Пасічник Володимир Васильович   | 04.11.2010            | середня спеціальна | член Партії регіонів   | Агрохолдинг «Астарта — Київ», токар               |
| 8        | Яніцька Ірина Анатоліївна       | 04.11.2010            | середня спеціальна | позапартійна           | Кривачинецька сільська бібліотека, бібліотекар    |
| 9        | Тітова Лілія Василівна          | 04.11.2010            | середня спеціальна | позапартійна           | тимчасово не працює                               |
| 10       | Михалусь Світлана Миколаївна    | 04.11.2010            | середня спеціальна | позапартійна           | Кривачинецька сільська рада, секретар             |
| 11       | Яковлев Олег Володимирович      | 04.11.2010            | середня спеціальна | позапартійний          | тимчасово не працює                               |
| 12       | Марценюк Марія Петрівна         | 04.11.2010            | середня спеціальна | позапартійна           | СТОВ «Лагода», головний бухгалтер                 |
| 13       | Стоян Вадим Олександрович       | 04.11.2010            | вища               | позапартійний          | фермерське господарство «Оберіг», голова          |
| 14       | Климковецька Тетяна Анатоліївна | 04.11.2010            | середня            | позапартійна           | Кривачинецька загальноосвітня школа, кухар        |